# Microchilus lechleri
Microchilus lechleri är en orkidéart som beskrevs av Paul Ormerod. Microchilus lechleri ingår i släktet Microchilus och familjen orkidéer. Inga underarter finns listade i Catalogue of Life.